# أندرو بيكفورد
الأدميرال أندرو كينيدي بيكفورد سي ، الحاصل على وسام القديس ميخائيل والقديس جرجس، هو ضابط في البحرية الملكية شغل منصب القائد العام لقوات المحيط الهادئ. وُلد أنردو في 16 يوليو 1844، وتُوفي في 9 أكتوبر 1927.

## حياته السابقة
تلقى أندرو تعليمه في مدرسة جنوب ديفون الجامعية ومدرسة ستوبينجتون هاوس.

## مهنته البحرية
انضم أندرو بيكفورد إلى البحرية الملكية في عام 1858 وشارك في الحدث الذي شارك فيه <i id="mwFA">Huáscar</i> في 1877.  قاد سفينتى تاليا خلال الحرب الأنجلو-مصرية عام 1882 وأصبح القائد الأعلى لقوات المحيط الهادئ في عام 1900. كان الرائد وارسبيت هو القائد الأعلى في منطقة المحيط الهادئ حتى مارس 1902، عندما رفع علمه على متن الطراد من الدرجة الأولى HMS <i id="mwHA">Grafton</i>، وعاد Warspite إلى المنزل. تمت ترقيته إلى نائب الأدميرال في عام 1904 وإلى رتبة الأدميرال في عام 1908، وتقاعد في وقت لاحق من ذلك العام.

## إرثه
أُطلق اسم بيكفورد الذي شُيِّد في إسكيمالت بكولومبيا البريطانية لإرسال الإشارات في عام 1901، تيمنًا باسمه.

## حياته العائلية
تزوج أندرو بيكفورد من كاثلين دور في 16 أبريل 1868 في كنيسة أبرشية كوينزتاون. كاثلين هي ابنة الدكتور باتريك دور من سكيبيرين الذي توفي في عام 1847 من التهاب الرئة أثناء المجاعة الأيرلندية. كان معدل الوفيات بين الأطباء في أيرلندا في هذا الوقت حوالي 25 ٪، بسبب تفشي الأمراض المعدية المميتة التي أبادت العديد من ضحايا المجاعة ذوو المناعة الضعيفة. كانت والدة كاثلين كاترين بور شقيقة موريس باور، عضوة البرلمان عن مدينة كورك 1847-1852.